# Theologisches Studienjahr Jerusalem

Ausbildungs- und Wohnhaus Beit Joseph des Theologischen Studienjahres

Das Theologische Studienjahr Jerusalem ist ein zweisemestriges Studienprogramm für deutschsprachige Studenten der Theologie in Jerusalem.

## Geschichte und Organisation

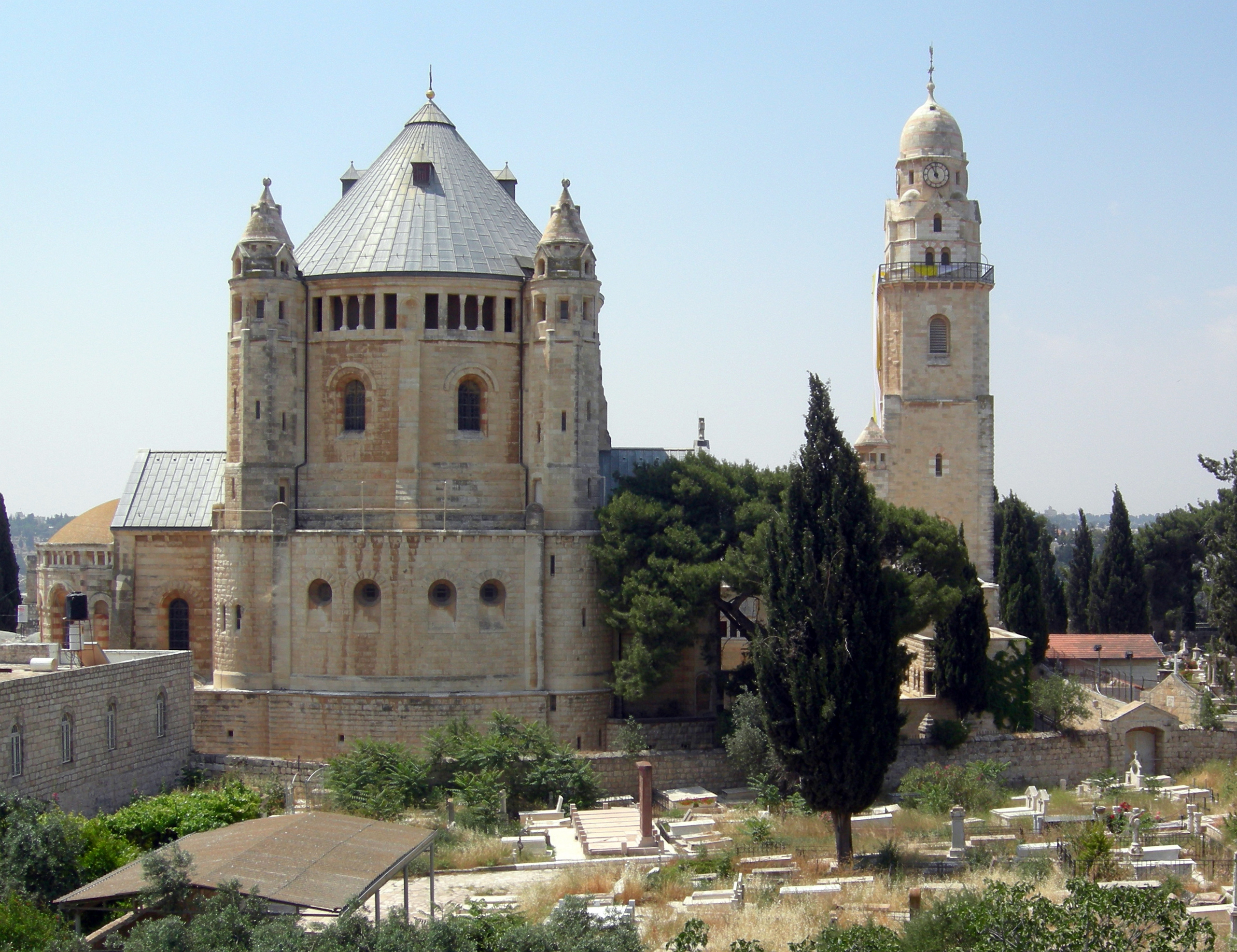
Die Dormitio-Kirche

Das Theologische Studienjahr Jerusalem wurde 1973 durch den Benediktiner-Pater Laurentius Klein (1928–2002), den damaligen Abt-Administrator der Dormitio-Abtei auf dem Zionsberg in Jerusalem, gegründet und mit Unterbrechungen bis 1999 geleitet sowie durch Abt Nikolaus Egender mitgeprägt. Am 4. Februar 2010 weihte die deutsche Bundesbildungsministerin Annette Schavan den nach ihm benannten „Laurentius-Klein-Lehrstuhl für Biblische und Ökumenische Theologie“ ein. Die Franziskanerin Margareta Gruber wurde zur ersten Lehrstuhlinhaberin (2010–2013); ihr folgten Thomas Fornet-Ponse (2013–2016) und Ulrich Winkler (2016–2019) und Johanna Erzberger (ab 2019).
Der Akademische Träger des Theologischen Studienjahres ist weiterhin die theologische Fakultät der benediktinischen Hochschule Sant’Anselmo in Rom. Finanziell getragen wird es durch den Deutschen Akademischen Austauschdienst (DAAD) und durch die Deutsche Bischofskonferenz. Durchgeführt wird das Studium an der Dormitio-Abtei auf dem Berg Zion in Jerusalem.
Aufgrund der COVID-19-Pandemie begann das Studienjahr 2020/2021 nicht in Jerusalem, sondern an der Mutterhochschule, der Benediktineruniversität „Päpstliches Athenaeum Sant’Anselmo“ in Rom.

## Studium
Am Theologischen Studienjahr können alle deutschsprachigen Theologiestudenten aller christlichen Konfessionen (im Diplom- und Lehramtsstudium) teilnehmen, darunter Katholiken, Lutheraner, Reformierte aber auch Ost- oder Freikirchler.
Ausbildungs- und Wohnort ist gleicherweise das Beit Joseph (Josefshaus), das räumlich und institutionell zur Dormitio-Abtei gehört. Schwerpunkte des neunmonatigen Intensivstudiums sind die Fächer Bibelwissenschaft (Altes Testament und Neues Testament), Ökumene, Judaistik, Islamwissenschaft und Ostkirchenkunde sowie christliche Archäologie. Lehrende im Theologischen Studienjahr sind Professoren aus Deutschland, Österreich, der Schweiz sowie aus Israel und dem Westjordanland.
Als Gastprofessoren waren unter anderem tätig: Arnold Angenendt, Karl-Ernst Apfelbacher, Jan Assmann, Christoph Auffarth, Knut Backhaus, Klaus Bieberstein, Schalom Ben-Chorin, David Bollag, Georg Braulik, Heribert Busse, Christoph Dohmen, Martin Ebner, Christian Frevel, Jörg Frey, Gotthard Fuchs, Karl Gabriel, Johannes Gründel, Otfried Hofius, Jörg Jeremias, Othmar Keel, Max Küchler, Christoph Markschies, Martin Metzger, Karlheinz Müller, Franz Mußner, Angelika Neuwirth, Józef Niewiadomski, Friederike Nüssel, Jakob Petuchowski, Nikodemus Schnabel, Wolfgang Schrage, Benedikt Schwank, Shemaryahu Talmon, Michael Theobald, Helga Weippert, Bernhard Welte und Josef Wohlmuth.

## Absolventen
Zahlreiche Absolventen des Theologischen Studienjahres sind Mitglieder des Vereins Forum ehemaliger Studierender im Theologischen Studienjahr Jerusalem (gegründet 1997), welcher sich zum Ziel gesetzt hat, das jeweils aktuelle Studienjahr zu begleiten und zu unterstützen, sowie die eigenen Mitglieder zu vernetzen. Dieses Forum ist Herausgeber der Wissenschaftlichen Buchreihe Jerusalemer Theologisches Forum (JThF).
Bekannte Absolventen des Theologischen Studienjahres sind unter anderen Egbert Ballhorn, Klaus Bieberstein, Harald Buchinger, René Dausner, Albert Dölken O.Praem., Wilfried Eisele, Andreas Feldtkeller, Jörg Frey, Constanze Giese, Hildegard Gosebrink, Cosmas Hoffmann, Tilman Jeremias, Stefan Kiechle, Thomas Kremer, Christian Lehnert, Volker Leppin, Claudia Lücking-Michel, Christoph Markschies, Maria Neubrand, Katharina D. Oppel, Uta Pohl-Patalong, Melanie Peetz, Hans Rechenmacher, Georg Röwekamp, Nikodemus Schnabel, Oliver Schuegraf, Ludger Schwienhorst-Schönberger und Thomas Staubli.